# Coniopteryx diversicornis
Coniopteryx diversicornis är en insektsart som beskrevs av Meinander 1972. Coniopteryx diversicornis ingår i släktet Coniopteryx och familjen vaxsländor. Inga underarter finns listade i Catalogue of Life.